# Thereva tomentosa
Thereva tomentosa är en tvåvingeart som beskrevs av Krober 1913. Thereva tomentosa ingår i släktet Thereva och familjen stilettflugor. Inga underarter finns listade.